# هيروناري إيواموتو
هيروناري إيواموتو (باليابانية: 岩元 洋成) (27 يونيو 1970 في كاغوشيما في اليابان – )؛ هو لاعب كرة قدم ياباني سابق كان يلعب كمدافع.

## وصلات خارجية
- هيروناري إيواموتو على موقع رابطة كرة القدم اليابانية للمحترفين (اليابانية)
- هيروناري إيواموتو على موقع عالم كرة القدم.نت (الإنجليزية)